# Buachaille Etive Mòr
Le Buachaille Etive Mòr (Buachaille Eite Mòr en gaélique écossais, littéralement le « grand berger d'Etive ») est une montagne du massif écossais des Highlands. Il a une forme pyramidale très reconnaissable.

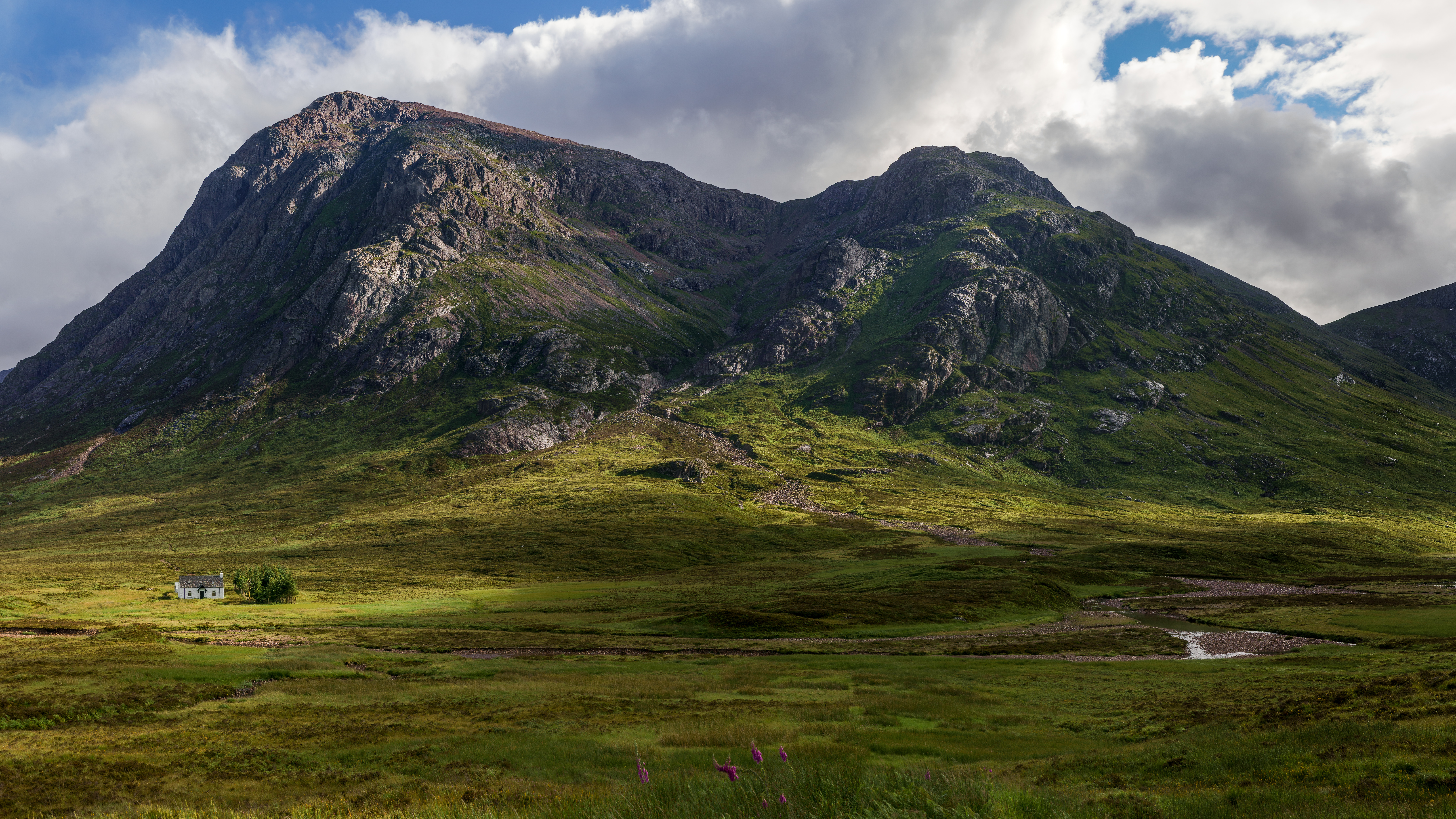
Vue du Buachaille Etive Mòr depuis l'autoroute A82 qui traverse Glen Coe avec, à côté de la rivière Coupall, la chaumière blanche de Lagangarbh. Celle-ci est une ancienne maison de paysan (crofter) utilisée comme refuge par un club de montagnards écossais. Elle peut accueillir 20 personnes et 10 supplémentaires dans une grange derrière. Les arbres à l'ouest ont été plantés pour fournir un abri contre le vent. Le pic principal de la montagne, Stob Dearg, est visible à gauche.

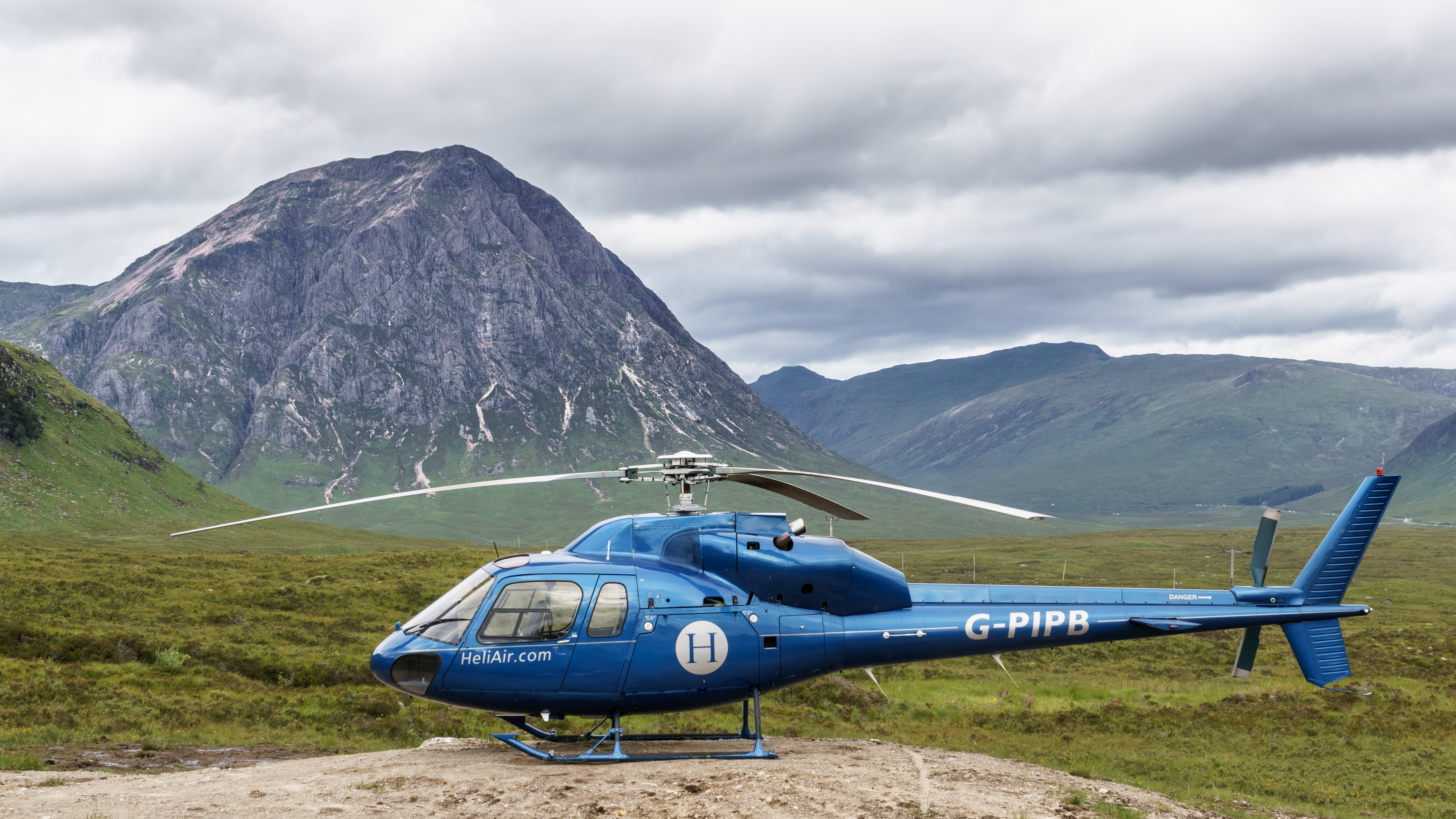
Hélicoptère Airbus AS355F1 Écureuil avec le Buachaille Etive Mòr en arrière-plan.